# Wilhelm Wundt
Wilhelm Maximilian Wundt (prononciation allemande en API : [ˈvɪlhɛlm ˌmaksimiˈli̯aːn ˈvʊnt]), né le 16 août 1832 à Neckarau (actuellement partie de Mannheim) et mort le 31 août 1920 à Grossbothen, est un psychologue, philosophe et professeur d'université allemand. Il est considéré comme le fondateur de la psychologie expérimentale et la plupart des premiers expérimentalistes européens et nord-américains se sont formés dans le laboratoire qu'il a créé en 1879 à l'université de Leipzig.
Les innovations méthodologiques de Wundt en psychologie se marquent principalement par l'introduction de la méthode expérimentale, ainsi que par l'utilisation de statistiques, devenue par la suite un procédé fondamental pour la psychologie scientifique. Le rayonnement de ses travaux à travers le monde a contribué à établir la psychologie comme science empirique.
Ses travaux se sont étendus à d'autres champs de la psychologie tels que la psychologie sociale ou culturelle ainsi qu'à d'autres champs disciplinaires comme la philosophie, l'art, le langage, ou les mythes.

## Parcours intellectuel

### À Heidelberg
Wundt étudie la médecine à l'université de Heidelberg et à l'université de Tübingen, avant de s'installer à Berlin en 1855 pour y travailler sous la direction de Johannes Müller. C'est à cette occasion qu'il rencontre Emil Du Bois-Reymond. Bien qu'il ait été amené à étudier la médecine, la physique et la chimie, c'est sur la physiologie qu'il porte l'essentiel de son intérêt. Avec Johannes Müller, il entrevoit la possibilité d'établir l'autonomie de la psychologie expérimentale sur le modèle de la physiologie expérimentale. Il devient en 1857 assistant de physiologie auprès de Hermann von Helmholtz à Heidelberg, puis est nommé titulaire de la chaire d'anthropologie et de psychologie médicale à la Faculté de médecine de cette même ville. Il donne, aux côtés de Helmholtz, des cours sur l'« Approche scientifique de la psychologie » (« Psychologie vom naturwissenschaftlichen Standpunkt »). Il publie également cinq traités sur la théorie de la perception, parus en 1862 sous le titre de Beiträge zur Theorie der Sinneswahrnehmung (« Contributions à la théorie de la perception sensorielle »), qui préparent sa théorie du parallélisme psychophysique. C'est durant cette période que son intérêt pour la philosophie se développe en même temps que ses travaux dans le domaine d'une psychologie encore très proche de la physiologie. La « perception sensorielle » dont il traite dans ses travaux de recherche constitue, depuis Helmholtz jusqu'à nos jours, un sujet frontière entre la physiologie et la psychologie.
Dans les années 1860, Wundt établit un premier programme pour la psychologie expérimentale qui sera précisé dans les Éléments de psychologie physiologique, dont la première édition paraît en 1873. Dans le même temps, il publie son traité de physique cellulaire intitulé : Über die Physik der Zelle in ihrer Beziehung zu den allgemeinen Prinzipien der Naturforschung (« Sur la physique de la cellule dans sa relation avec les principes généraux des sciences naturelles »). Il y rompt avec le courant naïvement matérialiste en considérant que l'interprétation qu'il faut donner à la notion de matière n'est pas tranchée. Il adopte alors une position intermédiaire entre matérialisme réductionniste et dualisme : la différence entre l'esprit et la matière est reconnue sur le plan épistémologique mais non pas sur le plan ontologique.

### À Leipzig
Entre 1874 et 1875, Wundt est professeur de philosophie inductive à Zurich, puis il est nommé en 1875 à une chaire de philosophie à l'université de Leipzig, où il enseigne jusqu'à sa retraite en 1917. Il fonde l'Institut de psychologie expérimentale en 1879, qui inclut le premier laboratoire de psychologie expérimentale en Europe. De nombreux étudiants viennent y suivre son enseignement et repartent pour fonder des organismes de recherche et d'enseignement consacrés à la psychologie expérimentale, en particulier des Américains entre 1880 et 1890 et un Français, Benjamin Bourdon, qui entama par la suite ses propres recherches de laboratoire sur la perception visuelle de l'espace. Benjamin Bourdon fonda en 1896, à Rennes, le premier laboratoire universitaire de psychologie et de linguistique expérimentale sur le modèle du laboratoire de Wundt.
Parallèlement à son approche expérimentale et physiologique de la psychologie, Wundt adopte une approche philosophique des problèmes psychologiques qui marque son œuvre et oriente ses recherches. En 1881, il crée une revue, Philosophische Studien (« Études philosophiques »), qui publie ses travaux aussi bien scientifiques que philosophiques. La plus grande partie de ses recherches proprement scientifiques concerne les sensations, les perceptions, en particulier visuelles, auditives, tactiles, gustatives, ainsi que la perception du temps. Il étudie également l'attention, l'affectivité, et met au point la méthode des sciences de réaction. Il rédige en parallèle à ces travaux des ouvrages à caractère ouvertement philosophique comme sa Logik (1883), son Ethik (1886), un System der Philosophie (1889). L'une de ses principales sources philosophiques se trouve chez Leibniz, dans la doctrine de l'aperception, qui lui inspire sa thèse fondamentale, la « synthèse créatrice » de l'esprit.
Wundt entretient des échanges constants avec les intellectuels de Leipzig comme l'historien Karl Lamprecht. Il a également été en contact avec les principaux représentants du « monisme allemand », notamment Ernst Haeckel et Wilhelm Ostwald. Parmi les personnes qui l'ont assisté à Leipzig ou ont collaboré avec lui, on trouve notamment Bechterew, Boas, Émile Durkheim, Bronislaw Malinowski, G.H. Mead ou Sapir. 

Il est fait citoyen d'honneur de la ville de Leipzig en 1902, et de la ville de Mannheim en 1907. En 1914, il est l'un des intellectuels et savants signataires du Manifeste des 93, texte qui soutient les positions de l'Allemagne dans le contexte de la Première Guerre mondiale.

## Psychologie expérimentale

### Psychologie et physiologie

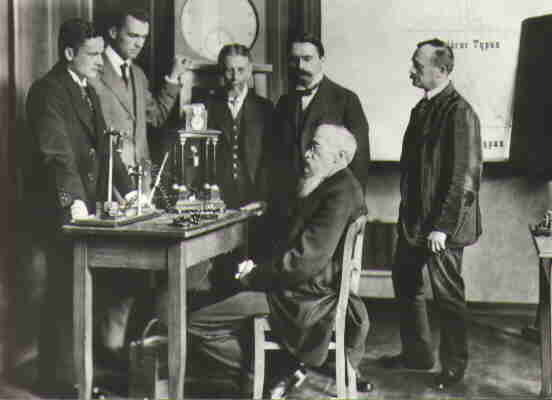
Wilhelm Wundt (assis), avec ses collègues dans son laboratoire vers 1880.

Wundt conçoit et développe une science nouvelle, la psychologie physiologique, qu'il appelle aussi psychologie expérimentale, afin de rendre possible l'étude physiologique des organes des sens, car il est impossible de traiter le mécanisme de la perception sensible (ou consciente) sans entrer dans le domaine de la psychologie. Dans l'Optique physiologique, Helmholtz s'était déjà confronté à des problèmes de psychologie, mais avec Wundt, la psychologie se détache de la physiologie, tout en lui empruntant les méthodes. Elle prend également son indépendance à l'égard de l'ontologie matérialiste qui sous-tendait jusque-là la recherche d'une explication purement physiologique des processus psychiques.
La psychologie expérimentale ne devient pas chez Wundt une province de la physiologie. Il reconnaît que les fonctions mentales ont leur concomitant dans l'activité du système nerveux, mais il considère aussi que les actes psychologiques ont un intérêt en eux-mêmes du point de vue scientifique. En effet, ce n'est pas parce que les phénomènes psychologiques deviennent accessibles à l'expérimentation et à la mesure qu'ils se changent en problèmes physiologiques. Une délimitation claire est dès lors maintenue entre les deux disciplines.

### Psychologie et introspection
D'après Wundt, la spécificité de la psychologie par rapport à d'autres sciences comme la physiologie tient au fait qu'elle a pour objets les expériences immédiates de l'individu, accessibles seulement par l'introspection, méthode qui consiste à demander à l'individu lui-même un rapport sur ce qu'il pense, ressent, perçoit, autrement dit, sur ses états subjectifs. Wundt écrit même en 1858 que « toute psychologie commence par l'introspection », ce qui induit, pour ses opposants, une négation de la méthode objective propre aux sciences. Pourtant, Wundt se montre également méfiant à l'égard de l'observation interne et compare ceux qui croient découvrir des vérités psychologiques en regardant en dedans d'eux-mêmes au baron de Münchhausen qui tâche de se tirer de l'eau en tirant sur ses cheveux. Il intègre l'introspection dans l'étude scientifique mais n'en reconnaît l'avantage que lorsqu'elle peut être soumise à un contrôle sévère. Il adopte ainsi une position intermédiaire entre un positivisme qui exclut définitivement l'introspection du champ de l'investigation scientifique et une forme d'idéalisme qui y voit là un accès direct et sans faille à la réalité.

### Autonomie de l'esprit
Wundt rejette une approche trop naïvement matérialiste et réductionniste des rapports entre psychologie expérimentale et physiologie et s'efforce plutôt de réintroduire certains présupposés anti-réductionnistes comme celui de l'autonomie du psychique : si l'esprit est bien régi par des lois, celles-ci sont bien différentes de celles qui gouvernent la nature matérielle, et prennent plutôt la forme de processus associatifs ou aperceptifs. Son principe du parallélisme psychophysique doit en ce sens être contrasté avec les approches réductionnistes de la vie mentale, courant qui entend quant à lui ramener le psychique à un ensemble de processus nerveux et cérébraux matériels.

## Méthodes en psychologie

### Méthode psychophysique
La « méthode psychophysique » comprend tous les procédés d'expérimentation qui peuvent être appliqués aux phénomènes de conscience, et qui conduisent à évaluer quantitativement l'intensité d'une réaction psychique. Elle s'appuie sur l'idée de « loi psychophysique », elle-même définie par Wundt comme une loi d'association entre des représentations ou des sensations. Il complète la classification des lois associatives de Herbart et ramène toutes les combinaisons associatives de sensations et de représentations à quatre types :
1. la synthèse associative ;
2. l'assimilation ou association simultanée ;
3. la complication ;
4. l'association successive des représentations.

Ces lois rendent compte de tous les phénomènes intellectuels passifs. Elles sont l'expression de lois physiologiques et ont été déterminées par la méthode expérimentale. La « pensée active » peut quant à elle intervenir pour créer de nouveaux types d'associations.

### Spécificité des «fonctions actives»
Bien qu'il ait mis en avant la possibilité de la mesure en psychologie et sa nécessité pour la constitution d'une psychologie scientifique, Wundt ne considère pas que les méthodes de la psychologie expérimentale soient les seules méthodes valables de la psychologie.
Alors que la psychologie recouvre tous les phénomènes conscients, les phénomènes de conscience ne se prêtent pas tous aux procédés d'analyse et de mesure des réactions psychiques sur lesquels s'appuie la psychologie expérimentale. En effet, l'efficacité de tels procédés repose sur l'existence de lois d'association régissant le fonctionnement de l'esprit. Or, s'il est associationniste concernant les « fonctions passives » de la pensée, Wundt reconnaît également l'existence d'une activité intellectuelle dont les lois sont différentes des lois associatives. Par ailleurs, il reconnaît également l'existence d'une activité libre des fonctions supérieures qui échappe aux lois naturelles.
D'autres méthodes sont donc requises pour suppléer à l'insuffisance de la méthode expérimentale. Wundt fait appel, d'une part à la méthode d'observation et de comparaison et, d'autre part, à la méthode historique. Il considère qu'il faut étudier les fonctions inférieures de la pensée par la méthode psychophysique, et les fonctions supérieures par les méthodes comparative et historique.

### Méthode d'observation et de comparaison
Pour étudier l'activité complexe de l'esprit, il apparaît impossible à Wundt de recourir à la méthode expérimentale qui n'atteint en psychophysiologie que les phénomènes simples. Dans sa Logik, où il étudie les principes du raisonnement et de la connaissance, il déclare qu'il faut compléter la méthode expérimentale par les méthodes comparatives et que l'on doit s'intéresser à la psychologie de l'enfant, à celle des malades mentaux, des hommes de « races » différentes, des animaux.
La méthode d'observation et de comparaison est en usage dans toutes les sciences de la nature. Elle consiste à recueillir des faits d'observation et à les comparer ensuite pour en découvrir des relations constantes. Francis Bacon a posé le premier les règles de cette méthode. De son côté, Wundt indique deux manières d'appliquer la méthode comparative :
1. la méthode dite « individuelle », qui consiste à prendre pour sujet d'étude un seul individu ou groupe d'individus et à réunir le plus grand nombre possible d'observations ;
2. la méthode dite « génétique », qui consiste à choisir un type déterminé de phénomènes pour l'observer chez le plus grand nombre possible d'individus et d'espèces.

Les méthodes comparatives doivent elles-mêmes être complétée par la méthode dite « historique ».

### Méthode historique
La méthode historique consiste à chercher dans l'histoire une source d'informations psychologiques. À cette fin, Wundt recommande aux psychologues la lecture des mémoires et des correspondances qui contiennent des indications intéressantes sur les individus. Les histoires et les anecdotes occupent ainsi une place importante dans son œuvre. Il développe dans sa Psychologie des peuples (Völkerpsychologie, 1920) de nouveaux champs d'étude historique : l'histoire du langage, l'histoire littéraire, l'histoire des religions et des mœurs, etc. Par ailleurs, il considère que le développement du langage correspond au développement de l'esprit et il accorde un intérêt tout particulier à la linguistique et à la philologie (l'étude des textes classiques).

## Psychologie de la «pensée active»: l'aperception
Selon Wundt, l'esprit n'est pas entièrement passif ; il ne se limite pas à enregistrer des régularités d'après les lois de l'association. Il est également actif et volontaire, et opère lui-même sans arrêt des synthèses. Il réalise des représentations nouvelles grâce à un mécanisme qu'il appelle l'aperception et qui est régi par les lois de l'aperception, ou lois de la pensée active. L'aperception est d'abord définie comme une prise de conscience réfléchie de l'objet de la perception. Ce concept est introduit en philosophie par Leibniz puis réemployé en France par Maine de Biran. Dans les Éléments de psychologie physiologique (1874), Wundt précise ce qu'il entend par aperception : il s'agit d'un principe actif qui dirige notre attention et qui opère par connexions logiques. L'aperception est un acte psychique sui generis (spontané), accompagné d'un sentiment de tension et produisant une plus grande distinction dans nos représentations.
Dans sa Logik (1883), Wundt fait reposer toute sa psychologie sur le principe de la distinction entre l'association, où l'on se livre paresseusement au jeu des représentations, et l'aperception active qui « élabore les corrélations des représentations individuelles en représentations nouvelles. » La pensée logique ne commence que lorsque l'aperception élabore de telles corrélations. L'aperception possède donc un pouvoir d'unification que ne peuvent atteindre les liaisons associatives qui sont passives. Ainsi, les concepts généraux ne sont pas, comme on l'a cru, de simples extraits de ce qu'il y a de commun dans une série de représentations ; ce sont des « synthèses » opérées par l'aperception. Ce rôle unificateur de l'aperception n'intervient pas seulement dans le domaine de la représentation ; il apparaît aussi dans le domaine de l'action et s'y apparente alors à la volonté.

## Psychologie des peuples
D'après Wundt, il ne faut retenir et utiliser que ce qui est basé sur des faits et sur l'expérience, y compris lorsqu'il est question de culture et de mythes. C'est ce qu'il prétend faire dans sa Psychologie des peuples (Völkerpsychologie), paru d'abord en 1904 en deux volumes, puis en 1920 en dix volumes. Cet ouvrage considérable lui donne droit à une place importante dans l'histoire de la psychologie sociale. Il traite des grandes catégories qui permettent de saisir la psychologie collective de façon large et permanente : le langage, l'art, le mythe et la religion, la société, le droit, la civilisation. Il s'agit d'une synthèse de toutes les sciences de l'homme dont le XIXe siècle a vu le développement.
L'étude du langage devient avec Wundt celle de son évolution à partir de la « mimique primitive » jusqu'à son usage final dans le maniement des idées abstraites. Le mythe résulte d'après lui d'une projection de l'aperception sur les choses, démarche caractéristique de la pensée naïve. L'art n'a pour but ni la production du beau, ni le plaisir esthétique, ni la disposition contemplative : il est l'expression de la vie dans sa totalité, avec sa gravité et sa gaîté, sa sublimité et sa bassesse, ses incohérences et son harmonie. L’œuvre d'art est le produit de la vie même saisie dans une institution personnelle.

## Philosophie et éthique

### «Science universelle»
Wundt assigne à la philosophie la tâche de « réunir nos connaissances de détail en une intuition du monde et de la vie qui satisfasse les exigences de la raison et les besoins de l'âme ». Il la définit comme « la science universelle qui doit unir en un système cohérent les connaissances obtenues par les sciences spéciales et ramener à leurs principes les suppositions universelles en usage dans les sciences. » Là où les connaissances scientifiques fondées sur l'expérience ne peuvent nous renseigner que sur des parties de l'univers, la philosophie doit donner une cohérence à l'univers tout entier afin de donner un sens rationnel à ces connaissances elles-mêmes.

### Métaphysique et psychologie
Sur le plan métaphysique, Wundt, à l'instar de Leibniz et de Schopenhauer, ne reconnaît l'existence que de deux types de réalité : la volonté et la représentation. C'est la thèse « positive », ou métaphysique, de sa philosophie, qu'il justifie en s'appuyant là encore sur la psychologie : la seule activité qui nous soit donnée immédiatement est notre vouloir ; si nous sommes affectés par l'effet d'un être étranger, c'est que cet être est lui-même une volonté, et toute évolution est due à l'action réciproque des volontés les unes sur les autres. L'action d'une volonté sur une autre éveille, en cette dernière, une activité qui est la représentation.
La psychologie de Wundt, dont la métaphysique est une extension, est « actualiste » : il n'y a rien de réel dans l'esprit que les processus actuels. Il s'oppose en ce sens à la monadologie de Leibniz d'après laquelle les âmes sont des unités séparées qui contiennent en elles-mêmes toutes les possibilités de réalisation. Pour Wundt, c'est au contraire dans la réalisation effective des processus mentaux que réside l'esprit et il est toujours possible de synthétiser toutes les unités psychiques pour former une unité plus vaste. Cette thèse de la production des êtres par synthèse le rend également hostile à la conception « émanatiste » de l'univers d'après laquelle aucune création ou véritable nouveauté n'est possible. Il défend a contrario l'idée de « résultantes créatrices » qui est un principe général de toute sa métaphysique.

### Éthique
Dans son Ethik, paru en 1886, Wundt décrit une « éthique des faits ». Elle consiste en grande partie dans l'analyse des motifs moraux qui déterminent l'action, et dans la recherche des conceptions générales auxquelles ils sont associés. D'après Wundt, on juge une action morale selon qu'elle favorise ou qu'elle entrave le libre développement des forces spirituelles. Ce développement est le but dernier de la société humaine.

## Wundt et le parallélisme psychophysiologique
Concernant la nature des relations entre le corps et l'esprit, Wundt défend une position originale qualifiée parfois de « parallélisme partiel ». Il s'oppose vigoureusement au principe de l'interaction causale entre l'esprit et le corps et y substitue celui d'une causalité parallèle des phénomènes mentaux et des phénomènes physiques, de sorte qu'à une succession définie de processus mentaux corresponde (au moins en principe) une succession définie de processus physiologiques, en particulier, cérébraux. Mais dans le même temps, Wundt limite la portée du parallélisme psychophysiologique aux processus pour lesquels nous pouvons avoir une preuve expérimentale qu'ils s'exercent bien de façon parallèle. Or, seules les sensations et les processus psychiques élémentaires répondent positivement à cette exigence. Selon Wundt, le parallélisme s'applique « seulement à ces processus psychiques élémentaires dont seule une certaine activité limitée se réalise en parallèle. » Le parallélisme en question ne décrit donc « que la course parallèle des événements physiques et mentaux élémentaires, en aucun cas des mouvements parallèles entre des processus complexes se réalisant des deux côtés ».
Wundt n'affirme pas pourtant qu'il existe une pensée sans activité cérébrale correspondante, mais plutôt qu'il faut distinguer entre un parallélisme psychophysiologique parfaitement déterminé (au moins en droit), qui associe un type déterminé de phénomène mental à un type déterminé de phénomène physiologique, et un parallélisme psychophysiologique indéterminé, au sein duquel à un même type de phénomène mental peut correspondre différents types de processus physiologiques. Tandis qu'il est possible au niveau élémentaire de connaître la signification psychologique d'un événement physique, cette possibilité est exclue au niveau des processus psychophysiologiques les plus sophistiqués. S'il est vrai, d'après Wundt, que les contenus élémentaires de notre vie mentale, telles que les sensations, sont liés à des processus physiologiques déterminés, la « configuration mentale » de ces contenus organisés entre eux selon des « normes logiques et éthiques » ne peut plus être reliée à des processus physiologiques spécifiques. Cette forme de parallélisme partiel aboutit chez Wundt à une théorie de la volition extrêmement complexe et elle annonce la thèse plus contemporaine de la réalisabilité multiple des états mentaux.

## Principaux ouvrages
- Untersuchungen über das Verhalten der Nerven in entzündeten und degeneriern Organen (« Recherches sur la réaction des nerfs dans les organes enflammés et dégénérés : dissertation inaugurale »), Heidelberg, 1856.
- Die Lehre von der Muskelbewegung (« L'étude du mouvement musculaire »), Braunschweig (Brunswick), 1858.
- Beiträge zur Theorie der Sinneswahrnehmung (« Contributions à la théorie de la perception sensorielle »), Leipzig/Heidelberg, 1862.
- Vorlesungen über die Menschen- und Thierseele (« Leçons sur l'âme des hommes et des animaux »), Leipzig, 1863/1864, 2 volumes.
- Lehrbuch der Physiologie des Menschen (« Manuel de physiologie humaine»), Erlangen, 1865.
- Die physikalischen Axiome und ihre Beziehung zum Causalprincip : ein Kapitel aus einer Philosophie der Naturwissenschaften (« Les axiomes physiques et leur relation au principe causal : un chapitre d'une philosophie des sciences naturelles »), Erlangen, 1866.
- Handbuch der medicinischen Physik (« Manuel de physique médicale »), Erlangen, 1867.
- Grundzüge der physiologischen Psychologie (« Principes de psychologie physiologique »), Leipzig, 1874, tr. fr. de Elie Rouvier sous le titre Éléments de psychologie physiologique, Paris, Félix Alcan, coll. «Bibliothèque de philosophie contemporaine», 1886) texte en ligne.
- Untersuchungen zur Mechanik der Nerven und Nervencentren (« Recherches sur la mécanique des nerfs et les centres nerveux »), Erlangen, 1876.
- Uber den Einfluss der Philosophie auf die Erfahrungswissenschaften (« De l'influence de la philosophie sur les sciences expérimentales », discours de rentrée académique du 20 novembre 1875), Leipzig, 1876.
- Logik. Eine Untersuchung der Principien der Erkenntniss und der Methoden (« Logique. Une investigation sur les principes de la connaissance et les méthodes de la recherche scientifique »), Stuttgart, 1880 à 1883, 3 vol.
- Essays (« Essais »), Leipzig, 1885.
- Ethik. Eine Untersuchung der Thatsachen und Gesetze des sittlichen Lebens (« Éthique. Une recherche des faits et des lois de la vie morale »), Stuttgart, 1886.
- System der Philosophie (« Système de philosophie »), Leipzig, 1889.
- Hypnotismus und Suggestion, Leipzig, 1892, tr. fr. A. Keller, Hypnotisme et suggestion – Étude critique, Paris, Félix Alcan, coll. «Bibliothèque de philosophie contemporaine», 1893. texte en ligne
- Grundriß der Psychologie (« Précis de psychologie »), Leipzig, 1896.
- Völkerpsychologie : eine Untersuchung der Entwicklungsgesetze von Sprache, Mythus und Sitte (« Psychologie des peuples : une recherche des lois de développement de la langue, du mythe et des mœurs »), Leipzig, 1900-1909, 10 Volumes.
- Kleine Schriften (« Courts écrits »), 1910-1911, Leipzig, 2 vol.
- Einführung in die Psychologie, (« Initiation à la psychologie »), Leipzig, 1911.
- Probleme der Völkerpsychologie, (« Problèmes de psychologie des peuples), Leipzig, 1911
- Elemente der Völkerpsychologie : Grundlinien einer psychologischen Eintwicklungsgeschichte der Menschheit (« Éléments de psychologie : Principes d'une histoire psychologique du développement humain »), Leipzig, 1912.
- Reden und Aufsätze (« Discours et essais »), Leipzig, 1913.
- Sinnliche und übersinnliche Welt (« Monde sensible et monde suprasensible »), Leipzig, 1914
- Über den wahrhaftigen Krieg (« Sur la vraie guerre », discours prononcé le 10 septembre 1914 à la Alberthalle), Leipzig, 1914.
- Die Nationen und ihre Philosophie (« Les nations et leur philosophie »), Leipzig, 1915.
- Erlebtes und Erkanntes (« Choses vécues, choses connues »), Stuttgart, 1920.

## Élèves
- James McKeen Cattell, premier professeur de psychologie aux États-Unis.
- Charles Spearman, connu pour ses travaux sur l'intelligence humaine et la psychométrie.
- Benjamin Bourdon, fondateur du premier laboratoire de linguistique et de psychologie expérimentale en France.